# Computer to plate
Pour les articles homonymes, voir CTP.

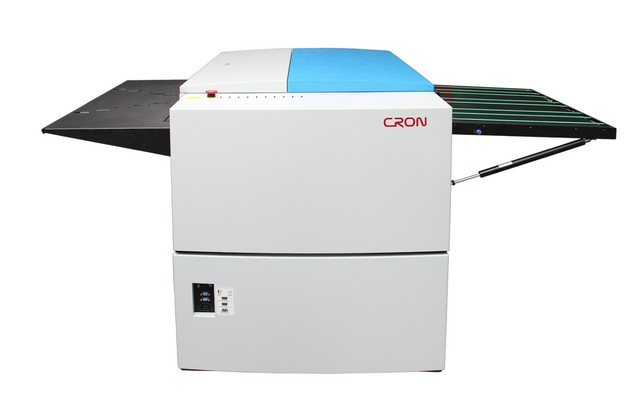
Computer to plate (CTP)

Le computer-to-plate (CTP, GPT, ordinateur vers plaque) ou flashage de plaque est un procédé d'impression dans lequel un périphérique informatique insole ou grave des plaques offset (formes imprimantes destinées aux presses offset), à partir d'un fichier informatique envoyé d'un ordinateur. Ce périphérique est appelé computer-to-plate, comme le procédé lui-même, ou flasheuse de plaque. Le flashage est ainsi une étape intermédiaire entre la PAO et l'impression finale.

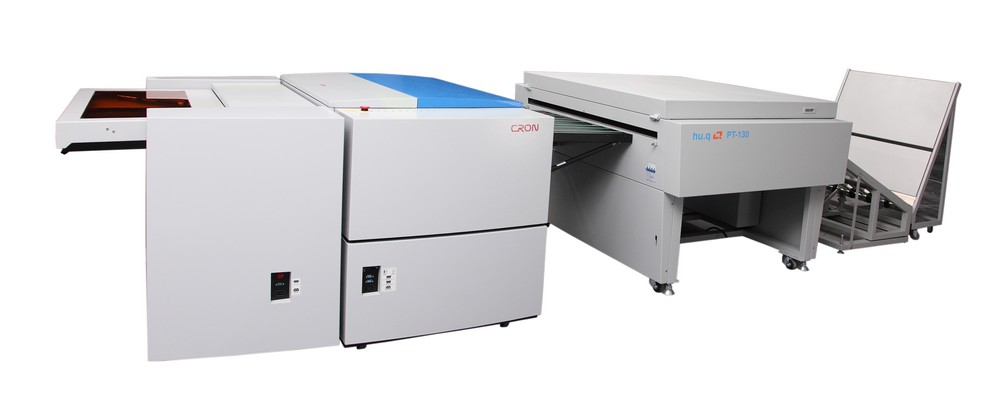
Computer to plate (CTP) assemblé avec un Auto-loader, un Bride / Punch et un Stacker.

À partir d'un fichier postscript généré par un logiciel de PAO, un poste intermédiaire — appelé RIP (rastering image processor) — qui peut être matériel ou plus souvent logiciel, va interpréter le fichier afin d'en faire une image matricielle de chacune des quatre couleurs composant une impression quadrichromique (ou plus si l'on adjoint des couleurs d'accompagnement ou lors d'une impression hexachromique) et qui sera alors tramée. La matrice sera généralement de 2 540 dpi et chaque point sera alors noir ou blanc. Ces minuscules points vont former la trame qui composera les nuances de chaque couleur allant de 0 % à 100 % de la teinte.
Cette image dite rastérisée (anglicisme) sera alors envoyée à l'unité d'écriture qu'est le CTP. Là, un système mono ou multi lasers va alors insoler ou graver la plaque. Après traitement chimique permettant de révéler et fixer l'image et une cuisson éventuelle de la plaque, celle-ci sera calée en machine (la presse offset) afin de procéder à l'impression du document.
Le CTP est une nouvelle étape dans l'informatisation de l'imprimerie qui a succédé au CTF (computer-to-film).
Il existe plusieurs procédés CTP, tant par le système de report que par les traitements post insolation :
1. Le plus ancien, l'insolation au laser violet où une couche photosensible est impressionnée. L'image est ensuite révélée et fixée chimiquement. Le traitement se fait en chambre noire ou sous lumière inactinique.
2. Le plus répandu, la gravure thermique au laser infrarouge où la surface réagit à la chaleur du laser qui peut aller, pour les procédés sans traitement, jusqu'à l'ablation de la surface. Ce dernier système, a l'avantage d'être écologique puisqu'il n'y a plus de traitement chimique donc plus de rejets de produits toxiques.

Ces plaques sont généralement composées d'une base en aluminium, allant de 0,15 mm à 0,5 mm d'épaisseur, et de différentes couches hydrophiles et hydrophobes. Certaines plaques cependant sont en papier ou en polyester.
Il existe plusieurs procédés correspondant à l'appellation CTP :
- le computer-to-plate, décrit ci-dessus ;
- le computer-to-press (ou DI, direct imaging), un procédé identique de gravure des plaques, à la différence que celles-ci sont directement gravées sur les cylindres porte-plaque au sein des presses offset ;
- le computer-to-print, l'ensemble des impressions numériques (jet d'encre, Xerox laser, Xeikon, etc.).